# 6-я Словенская ударная бригада
6-я словенская народно-освободительная ударная бригада имени Славко Шландера (сербохорв. Шеста словеначка народноослободилачка ударна бригада „Славко Шландер“ / Šesta slovenačka narodnooslobodilačka udarna brigada "Slavko Šlander", словен. 6. slovenska narodnoosvobodilna udarna brigada «Slavko Šlander») — словенское подразделение Народно-освободительной армии Югославии. Была названа в честь одного из словенских партизан Славко Шландера, Народного героя Югославии.

## Структура
В состав бригады входили штаб и три батальона.

## Народные герои бригады
- Людмила Керин